# Metilcicloexano
Metilcicloexano é um líquido incolor de odor assemelhado ao do benzeno. Sua fórmula molecular é C7H14. Usa-se em síntese orgânica e como solvente para éteres de celulose. É um componente do combustível de avião, bem como também entra na composição de corretivos líquidos para escrita.

## Estrutura
Cicloexano monossubstituído tem um radical metila em um dos átomos de carbono do anel do cicloexano. Como todos os cicloexanos substituídos, ele pode transitar rapidamente duma para outra conformação. Contudo, um metilcicloexano monossubstituído existe exclusivamente em posição equatorial, nunca na axial. Quando o radical metila ocupa a posição axial, ocorre instabilidade estrutural, donde a prevalência do tipo equatorial.